# جوليو سيزار دي أوليفيرا
جوليو سيزار دي أوليفيرا (بالبرتغالية: Júlio César de Oliveira‏) هو منافس ألعاب قوى برازيلي، ولد في 4 فبراير 1986 في Paranavaí ‏ في البرازيل.

## وصلات خارجية
- جوليو سيزار دي أوليفيرا على موقع الاتحاد الدولي لألعاب القوى (الإنجليزية)
- جوليو سيزار دي أوليفيرا على موقع اللجنة الأولمبية الدولية (الإنجليزية)
- جوليو سيزار دي أوليفيرا على موقع أوليمبيديا (الإنجليزية)
- جوليو سيزار دي أوليفيرا على موقع اللجنة الأولمبية البرازيلية (البرتغالية)